# Geert Bouckaert
Geert Bouckaert (Brugge, 25 augustus 1967) is een Belgische scenarist. Hij werkte aan de scenario's van o.a. Flikken, Deadline 25/5 en Coppers.
Naast zijn werk als scenarist is Bouckaert ook nog aan de slag als docent scenarioschrijven aan de Thomas More hogeschool te Mechelen en aan het LUCA School of Arts in Genk.

## Biografie
Geert Bouckaert werd op 25 augustus 1967 geboren te Brugge. Hij studeerde Germaanse filologie aan de Universiteit Gent. Na zijn studies ging hij in 1996 aan de slag als freelance journalist voor verschillende Vlaamse kranten en tijdschriften. Na een workshop scenarioschrijven, ging als scenarist aan de slag bij verschillende bekende Vlaamse producties, waaronder Flikken, Witse en Danni Lowinski.
In 2003 ging Bouckaert aan de slag als docent scenarioschrijven aan de Thomas More hogeschool te Mechelen. Sinds het academiejaar 2016-2017 geeft hij ook les in het LUCA School of Arts te Genk.
Geert Bouckaert zingt en speelt in de Johnny Cash tributeband The Man in Black Group. Daarnaast is hij ook solo actief als The Man Mountain.

## Werk als scenarist (selectie)
| Jaar        | Productie                                 | Opmerking      |
| ----------- | ----------------------------------------- | -------------- |
| 2004 - 2005 | Flikken                                   | 5 afleveringen |
| 2005        | Urbain                                    |                |
| 2009        | Kiekens                                   |                |
| 2010 - 2011 | Rox                                       |                |
| 2010 - 2011 | Tegen de Sterren op                       |                |
| 2010 - 2012 | Danni Lowinski (Belgische televisieserie) | Seizoen 1 en 2 |
| 2011        | F.C. De Kampioenen                        | 2 afleveringen |
| 2013        | Ontspoord                                 |                |
| 2013 - 2014 | Alles uit Liefde                          |                |
| 2014        | Deadline 25/5                             |                |
| 2015        | Familie                                   | Dialogen       |
| 2016        | Coppers                                   |                |